# Groupe M6
Groupe M6 (Груп Эм-си́с) — французский медиахолдинг. Возник вокруг эфирного телеканала «M6», начавшего вещание 1 марта 1987 года. Контрольный пакет акций принадлежит холдингу RTL Group.
Акции компании входят в базу расчёта индекса CAC Mid 60.

## История
В феврале 1987 года люксембургская телерадиокомпания Radio Télévisioun Lëtzebuerg (RTL) получила лицензию на вещание на шестом национальном телеканале Франции. Проект получил название Métropole 6 (сокращённо M6); телеканал был создан как музыкальный и начал работу 1 марта того же года. В 1990 году были созданы дочерние компании по производству телепрограмм и фильмов. В марте 1993 года был запущен кабельный телеканал Série Club, который транслировал телесериалы. В феврале 1994 года была куплена доля в радиостанции Fun Radio; с 2017 года она полностью принадлежит Groupe M6. В сентябре 1994 года акции Métropole 6 были размещены на Парижской фондовой бирже. В 1996 году была куплена доля в платном кабельном телеканале Paris Première, с 2004 года он принадлежит Groupe M6 полностью. В октябре 1996 года M6, Hachette Filipacchi и Marie Claire запустили женский кабельный телеканал Téva. В декабре 1996 года было создано совместное предприятие TPS для спутникового телевещания, его учредителями, кроме M6, были TF1, France Télévisions и Lyonnaise des eaux. В 1997 году была открыта новая штаб-квартира Groupe M6 в Нёйи-сюр-Сен (пригород Парижа). В 1999 году был куплен футбольный клуб «Бордо».
В 2005 году начался переход на цифровое вещание, первым цифровым телеканалом стал W9, запущенный 31 марта 2005 года. В 2008 году был поглощён издатель интернет-сайтов Cyréalis. В октябре 2017 года были приобретены радиостанции RTL, RTL2 и Fun Radio, которые до этого были в прямом подчинении RTL Group. В 2019 году у Lagardère был куплен бесплатный телеканал Gulli, а также несколько платных (Canal J, TiJi, MCM, MCM Top и RFM TV).

## Деятельность
Подразделения по состоянию на 2023 год:
- телеканалы — 4 бесплатных телеканала (M6, W9, 6ter and Gulli) и 9 платных (Paris Première, Téva, M6 Music, Série Club, Tiji, Canal J, RFM TV, MCM и MCM Top), а также 4 цифровых (6play, 6play Max, Gulli Max and Gulli Replay); 79 % выручки;
- радиостанции — 3 радиосианции (RTL, RTL2 и Fun Radio) и подкасты; 13 % выручки;
- производство телепрограмм — 5 % выручки;
- другое — издание журналов и веб-сайтов, организация мероприятий, телемаркетинг и другая деятельность; 3 % выручки.

Выручка за 2023 год составила 1,32 млрд евро, из них 81 % пришёлся на продажу рекламного времени, 7 % — на плату за подписку, 6 % — на продажу телепрограмм.

## Активы

### Телевидение
| Канал          | Доля                            | Начал вещание            | Дата приобретения | Наличие HD-версии |
| -------------- | ------------------------------- | ------------------------ | ----------------- | ----------------- |
| M6             | 100 %                           | 1 марта 1986 (как «TV6») | 1 марта 1987      | +                 |
| W9             | 100 %                           | 5 марта 1998             |                   | +                 |
| 6ter           | 100 %                           | 12 декабря 2012          |                   | +                 |
| Paris Première | 100 %                           | 15 декабря 1986          |                   | +                 |
| Téva           | 100 %                           | 6 октября 1996           |                   | +                 |
| M6 Music       | 100 %                           | 31 марта 2005            |                   | +                 |
| Série Club     | 50 % Groupe TF1, 50 % Groupe M6 | 8 марта 1993             |                   | +                 |